# HTTP 302
HTTP 302, 즉 HTTP 응답 상태 코드 302 발견(302 Found)은 URL 리다이렉션을 수행하는 일반적인 방법이다. HTTP/1.0 사양(RFC 1945)은 처음에 이 코드를 정의하고 "발견" 대신 "임시 이동"이라는 설명 문구를 제공했다.
이 상태 코드가 포함된 HTTP 응답은 위치 헤더 필드에 URL을 추가로 제공한다. 이는 위치 필드에 지정된 새 URL에 대해 동일한 두 번째 요청을 생성하도록 사용자 에이전트(예: 웹 브라우저)에 대한 초대이다. 최종 결과는 새 URL로 리다이렉션된다.
많은 웹 브라우저는 이 표준을 위반하는 방식으로 이 코드를 구현했으며, 원래 요청에 사용된 유형(예: POST)에 관계없이 새 요청의 요청 유형을 GET으로 변경했다. 이러한 이유로 HTTP/1.1(RFC 2616)은 두 동작 사이를 명확하게 하기 위해 새로운 상태 코드 303과 307을 추가했다. 303은 요청 유형을 GET으로 변경하도록 요구하고 307은 원래 전송된 요청 유형을 유지한다. 이러한 명확성으로 인해 더 명확해졌음에도 불구하고 302 코드는 HTTP/1.1 사양을 구현하지 않는 브라우저와의 호환성을 유지하기 위해 여전히 웹 프레임워크에 사용된다.
결과적으로 RFC 7231(RFC 2616의 업데이트)은 사용자 에이전트가 POST를 GET으로 다시 작성할 수 있도록 정의를 변경한다.

## 예시
클라이언트 요청:
```
GET
 
/index.html
 
HTTP
/
1.1

Host
:
 
www.example.com

```

서버 응답:
```
HTTP
/
1.1
 
302
 
Found

Location
:
 
http://www.iana.org/domains/example/

```

## 같이 보기
- HTTP 상태 코드
- HTTP 301